# Cairo International Film Festival

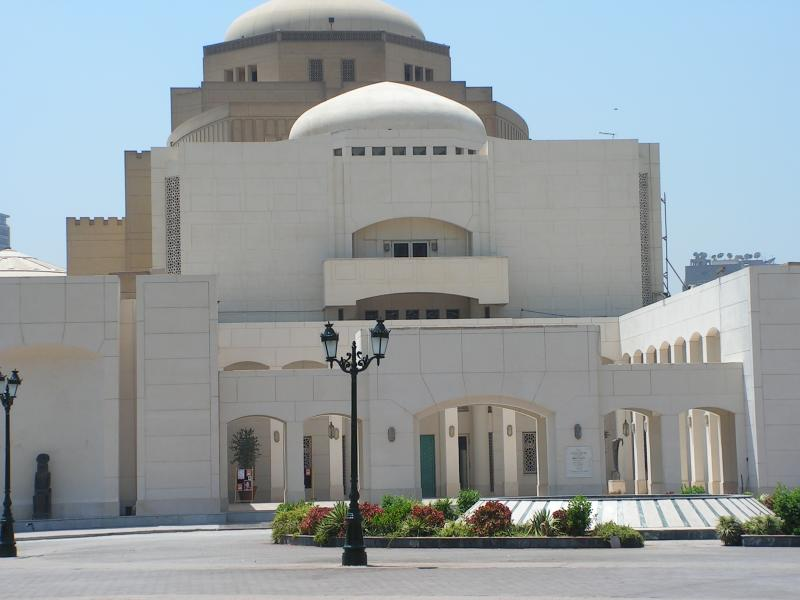
Das Kairoer Opernhaus, in dem das Filmfestival stattfindet

Das Cairo International Film Festival (CIFF) ist ein internationales elftägiges Filmfestival in Kairo.

## Geschichte
Ab 1975 war die ägyptische Filmindustrie die größte in der arabischen Welt. In diesem Jahr besuchte der spätere ägyptische Filmkritiker Kamal El Mallakh die Berlinale und erkannte den Bedarf, ein vergleichbares Festival in seinem Heimatland abzuhalten.
Zusammen mit einer Gruppe weiterer Filmkritiker gründete er 1976 das Cairo International Film Festival. Es war das erste Filmfestival im Nahen Osten.
Im ersten Jahr wurden rund 100 Filme aus 33 Ländern gezeigt. Im Wettbewerb liefen 14 Filme aus 14 Ländern. Seitdem liegt der Fokus des Festivals einerseits auf der Stärkung der internationalen Wahrnehmung ägyptischen Filmschaffens und andererseits auf Filmen, die schwierige politische und menschliche Fragen aufwerfen.
2009 war Ezzat Abou Aouf Präsident des Festivals.

## Preise und Kategorien
Die internationale Jury des Festivals vergibt folgende Preise:
- Goldene Pyramide (Bester Film / Produktion)
- Silberne Pyramide (Spezialpreis der Jury / Regie)
- Beste Schauspielerin
- Bester Schauspieler
- Beste Regie
- Saad-El-Din-Wahba-Preis (Bestes Drehbuch)
- Naguib-Mahfouz-Preis (Bester Erst- oder Zweitfilm)
- Bester künstlerischer Beitrag (Regie)
- Bester arabischsprachiger Film (Preisgeld EGP 100.000,-)

Jene eingeladenen Filme, die außerhalb des Wettbewerbs teilnehmen, werden in den Kategorien Festival of Festivals, Information Section, Retrospektive, Tribute, Special Section und Film Market gezeigt.

## Gewinner derGoldenen Pyramide
| Jahr | Film                                                                 | Regie                      | Land                                                        |
| ---- | -------------------------------------------------------------------- | -------------------------- | ----------------------------------------------------------- |
| 1993 | Ausgangssperre (Hatta Ishaar Akhar)                                  | Rashid Masharawi           | Israel, Frankreich, Palästina, Deutschland, Niederlande     |
| 1994 | Die Auferstehung des Colonel Chabert (Le Colonel Chabert)            | Yves Angelo                | Frankreich                                                  |
| 1995 | The Flor Contemplacion Story                                         | Joel Lamangan              | Philippinen                                                 |
| 1996 | A Girl Called Apple                                                  | Raafat El-Mihi             | Ägypten                                                     |
| 1997 | Das Zimmermädchen der Titanic (La Femme de chambre du Titanic)       | Bigas Luna                 | Frankreich, Italien, Deutschland, Spanien                   |
| 1998 | Malli                                                                | Santosh Sivan              | Indien                                                      |
| 1999 | Un dérangement considérable                                          | Bernard Stora              | Frankreich                                                  |
| 2000 | Yi sheng tan xi                                                      | Xiaogang Feng              | Volksrepublik China                                         |
| 2001 | Pauline und Paulette (Pauline & Paulette)                            | Lieven Debrauwer           | Belgien, Frankreich, Niederlande                            |
| 2002 | Az Utolsó blues                                                      | Péter Gárdos               | Ungarn, Italien, Polen                                      |
| 2003 | O Vasilias                                                           | Nikos Grammatikos          | Griechenland                                                |
| 2004 | Guardiani delle nuvole                                               | Luciano Odorisio           | Italien                                                     |
| 2005 | Die beste Mutter (Äideistä parhain)                                  | Klaus Härö                 | Finnland, Schweden                                          |
| 2006 | Fang xiang zhi lu                                                    | Zhang Jiarui               | Volksrepublik China                                         |
| 2007 | Intimate Enemies – Der Feind in den eigenen Reihen (L’Ennemi intime) | Florent Emilio Siri        | Frankreich                                                  |
| 2008 | Retorno a Hansala                                                    | Chus Gutiérrez             | Spanien                                                     |
| 2009 | Postia pappi Jaakobille                                              | Klaus Härö                 | Finnland                                                    |
| 2010 | El Shoq                                                              | Khalid Al-Haggar           | Ägypten                                                     |
| 2011 | nicht vergeben                                                       |                            |                                                             |
| 2012 | Rendez-vous à Kiruna                                                 | Anna Novion                | Frankreich                                                  |
| 2013 | nicht vergeben                                                       |                            |                                                             |
| 2014 | Melbourne                                                            | Nima Javidi                | Iran                                                        |
| 2015 | Mediterranea                                                         | Jonas Carpignano           | Italien, Frankreich, Deutschland, Vereinigte Staaten, Katar |
| 2016 | Mimosas                                                              | Óliver Laxe                | Spanien, Marokko, Frankreich, Katar                         |
| 2017 | L'intrusa                                                            | Leonardo Di Costanzo       | Italien, Schweiz, Frankreich                                |
| 2018 | A Twelve-Year Night                                                  | Álvaro Brechner            | Uruguay, Spanien, Argentinien, Frankreich, Deutschland      |
| 2019 | I'm No Longer Here                                                   | Fernando Frías de la Parra | Mexiko, Vereinigte Staaten                                  |
| 2020 | Limbo                                                                | Ben Sharrock               | Vereinigtes Königreich                                      |
| 2021 | The Hole in the Fence                                                | Joaquin del Paso           | Mexiko, Polen                                               |
| 2022 | Alam                                                                 | Firas Khoury               | Frankreich, Saudi-Arabien, Tunesien, Katar, Palästina       |
| 2023 | Wild Roots                                                           | Hajni Kis                  | Ungarn, Slowakei                                            |